# Kup europskih prvaka 1985./86. (košarka)
Ovo je 29. izdanje Kupa europskih prvaka u košarci. Cibona iz Zagreba obranila je naslov. Sudjelovalo je 25 momčadi, a završnica je igrana u Budimpešti. Nakon tri kruga izbacivanja igrana je poluzavršna skupina iz koje su završnicu izborili Cibona iz Zagreba i Žalgiris iz Kaunasa. Daljnji poredak: Simac (Milano), Real (Madrid), Maccabi (Tel Aviv), CSP Limoges.

## Turnir

### Završnica
- Cibona Zagreb -  Žalgiris Kaunas 94:82

- europski prvak:  Cibona Zagreb (drugi naslov)
  - sastav ([1]): Mihovil Nakić, Adnan Bečić, Zoran Čutura, Damir Pavličević, Ivan Šoštarec, Dražen Petrović, Danko Cvjetičanin, Branko Vukićević, Sven Ušić, Dražen Anzulović, Franjo Arapović, Ivo Nakić, Nebojša Razić, trener Željko Pavličević